# Noord-Transsylvanië

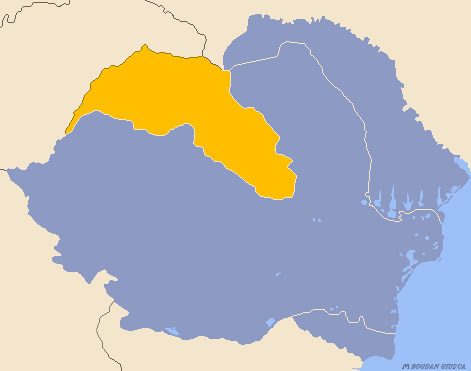
Roemenië in 1940 met Noord-Transsylvanie in geel aangegeven

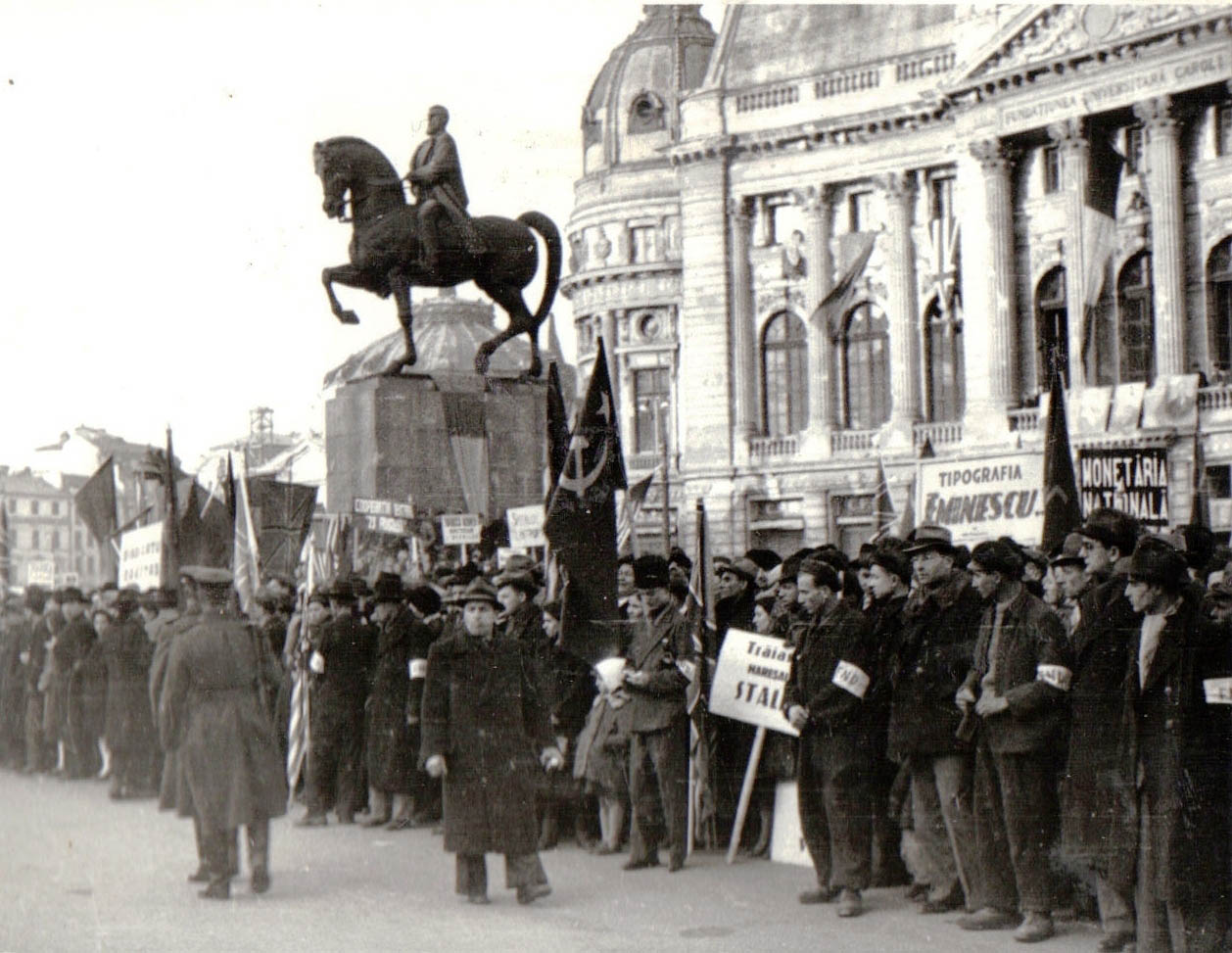
Viering in Boekarest van de terugkeer van Noord-Transsylvanië in Roemeense handen, maart 1945

Noord-Transsylvanië (Roemeens: Transilvania de Nord of Ardealul de Nord) is een deel van Transsylvanië, gesitueerd in het huidige noorden van Roemenië. De bevolking bestaat voornamelijk uit Roemenen en Hongaren.
De regio werd vanaf 1918 door bezetting van het Roemeense leger, en daarna vanaf 1920 dankzij het verdrag van Trianon onderdeel van Roemenië. Tijdens de Tweede Wereldoorlog werd het gebied in 1940 door de Tweede Scheidsrechterlijke Uitspraak van Wenen na 22 jaar weer onderdeel van Hongarije. In totaal ging het om 43.104 km² (ter vergelijking: dit is circa de oppervlakte van Nederland). Het gebied omvatte onder meer het Szeklerland en de steden Oradea en Cluj-Napoca die in die tijd allemaal een Hongaarse meerderheid van de bevolking kenden.
Tijdens het Hongaarse bewind vluchtten circa 200.000 Roemenen naar het overgebleven deel van Roemenië. Omgekeerd kwamen er ook circa 200.000 Hongaren uit Zuid-Transsylvanië naar Hongarije.
In 1944 viel het gebied weer in Roemeense handen en is tot op de dag van vandaag onderdeel van deze staat.

## Bevolking
In 1930 voerde de Roemeense regering een volkstelling uit. Op basis hiervan bleek het gebied 2.395.153 te hebben met de onderstaande samenstelling van de bevolking:
Bevolking van Noord-Transsylvanië tijdens de Roemeense volkstelling van 1930:
| Historische provincies van Roemenië         | Bevolking | Roemenen  | Hongaren | Duitsers | Joden   | Overig |
| ------------------------------------------- | --------- | --------- | -------- | -------- | ------- | ------ |
| Bihor (gedeeltelijk)                        | 305,548   | 136,351   | 130,127  | 2,101    | 20,420  | 16,549 |
| Ciuc                                        | 145,806   | 20,976    | 120,627  | 439      | 2,383   | 1,381  |
| Cluj (gedeeltelijk)                         | 256,651   | 141,607   | 85,284   | 2,669    | 16,057  | 11,034 |
| Maramureș                                   | 161,575   | 93,207    | 11,174   | 3,239    | 33,828  | 20,127 |
| Mureș (gedeeltelijk)                        | 269,738   | 115,773   | 121,282  | 11,271   | 9,848   | 11,564 |
| Năsăud                                      | 145,574   | 103,897   | 7,488    | 21,211   | 6,450   | 6,528  |
| Odorhei (gedeeltelijk)                      | 121,984   | 5,430     | 112,375  | 454      | 1,250   | 2,475  |
| Sălaj                                       | 343,347   | 192,821   | 107,662  | 16,010   | 13,380  | 13,474 |
| Satu Mare                                   | 294,875   | 178,523   | 74,191   | 9,530    | 23,967  | 8,664  |
| Someș                                       | 219,355   | 169,942   | 33,870   | 351      | 10,546  | 4,646  |
| Trei Scaune (gedeeltelijk)                  | 127,769   | 17,505    | 105,834  | 760      | 707     | 2,963  |
| Târnava Mică en Târnava Mare (gedeeltelijk) | 2,931     | 401       | 1,642    | 659      | 49      | 180    |
| Totaal Noord-Transsylvanië                  | 2,395,153 | 1,176,433 | 911,556  | 68,694   | 138,885 | 99,585 |
| Procent                                     | 100 %     | 49,11 %   | 38,05 %  | 2,86 %   | 5,79 %  | 4,15 % |

Etnische kaart

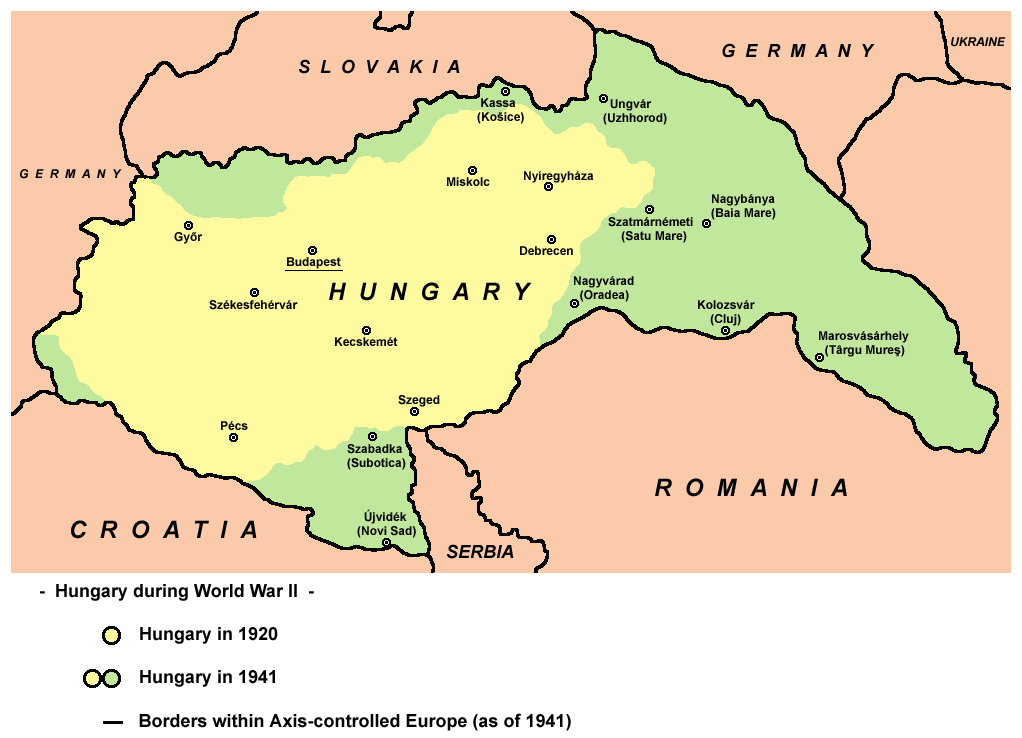
Kaart Hongarije tijdens de Tweede Wereldoorlog

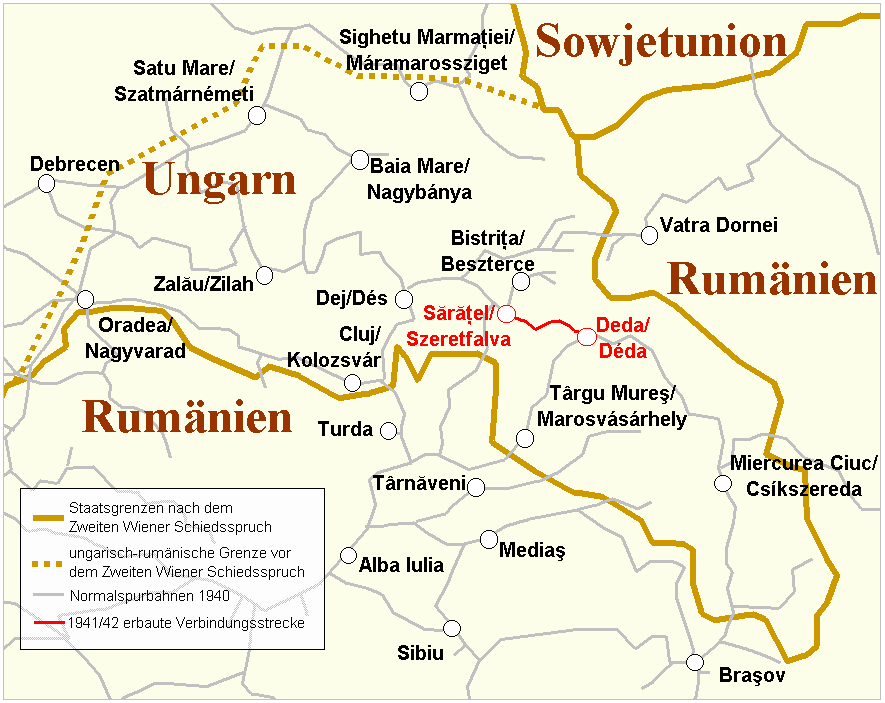
Kaart van de spoorlijn

In 1941 voerde de Hongaarse regering een volkstelling uit. Hieruit bleek dat het gebied 2.577.260 inwoners had.
Etnisch was er sprake van de volgende verdeling:
- Hongaren 1.380.507 (53,6%)
- Roemenen 1.029.469 (39,9%)
- Duitsers 44.686 (1,7%)
- Overigen 122.598 (4,8%)

De bovenstaande cijfers zijn waarschijnlijk onder druk ontstaan. In 1930 waren er in de Roemeense volkstelling 468.000 Hongaren minder. Het is mogelijk dat etnisch gemengde gezinnen zich aanpasten aan de regerende macht, ook verklaarden de meeste Joden te behoren tot de Hongaarse bevolking. Verder was er sprake van Hongaarse vluchtelingen uit het zuiden van Transsylvanië. Dit waren er naar schatting 100.000 (nog eens 100.000 gingen naar andere delen van Hongarije). Ongeveer 200.000 Roemenen verlieten het gebied na 1940.
In 1941 verbleven er in Zuid-Transsylvanië ook nog eens ruim 188.000 Hongaren volgens de Roemeense volkstelling die daar meer dan 10% van de bevolking vormden.

## Infrastructuur
Het aan Hongarije toegewezen gebied was aan de zuidzijde zo begrensd dat de spoorlijn tussen Kolozsvár en Marosvásárhely in handen was gebleven van Roemenië. De Hongaarse Koninklijke Spoorwegen besloten daarop om een nieuwe spoorlijn te bouwen tussen Szeretfalva en Déda om zo een verbinding te maken tot het spoornetwerk in het Szeklerland en het overige spoornet van Hongarije. (Hongaars: Szeretfalva–Déda-vasútvona; Roemeens: Calea ferată Sărățel–Deda). De lijn werd gebouwd tussen 1940 en 1942 en in dat jaar in gebruik genomen. Sărățel en Deda zijn sindsdien verbonden, de spoorlijn wordt tegenwoordig geëxploiteerd door de Roemeense spoorwegen.